# State Parks in North Dakota
Die State Parks in North Dakota werden vom North Dakota Parks & Recreation Department verwaltet. Das Department ist die zuständige Behörde des Bundesstaats, die ausgewählte Parks und Erholungsgebiete mit regionaler Bedeutung verwaltet, bewahrt und zugänglich macht. Zurzeit gibt es in North Dakota 18 State Parks (Stand Dezember 2010).

## State Parks
- Beaver Lake State Park
- Cross Ranch State Park
- Fort Abraham Lincoln State Park
- Fort Ransom State Park
- Fort Stevenson State Park
- Grahams Island State Park
- Icelandic State Park
- Lake Metigoshe State Park
- Lake Sakakawea State Park
- Lewis and Clark State Park
- Little Missouri State Park
- Sully Creek State Park
- Turtle River State Park

## State Recreation Areas
- Black Tiger Bay State Recreation Area
- Butte Saint Paul State Recreation Area
- Crow Flies High State Recreation Area
- Doyle Memorial State Recreation Area
- Indian Hills State Recreation Area & Resort
- Little Metigoshe State Recreation Area
- Pelican Point State Recreation Area
- Pembina Gorge State Recreation Area

## State Nature Preserves and Natural Areas
- Cross Ranch State Nature Preserve
- Gunlogson State Nature Preserve
- Head of the Mountain State Nature Preserve
- H.R. Morgan State Nature Preserve
- Missouri River State Natural Area
- Sentinel Butte State Nature Preserve
- Smoky Lake State Natural Area

## Galerie

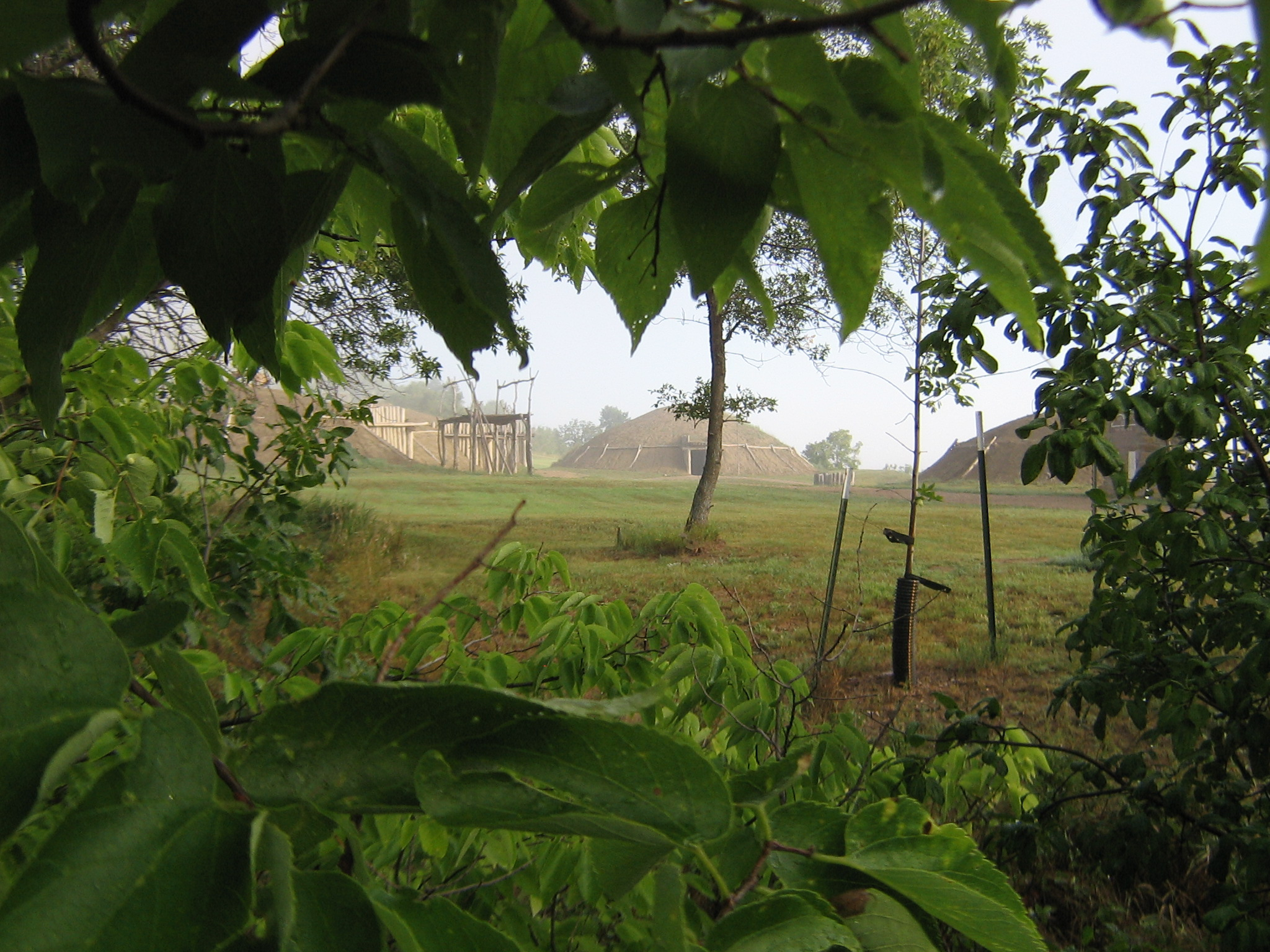
Fort Abraham Lincoln State Park